# Vigneron
Pour les articles homonymes, voir Vigneron (homonymie).
Un vigneron est un agriculteur qui cultive la vigne et transforme les raisins obtenus en vin,.

## Étymologie et lexicologie
Le terme « vigneron » provient du mot « vigne ». L'administration française désigne l'activité du vigneron par le terme récent de « vitiviniculture » (ou « viti-viniculture ») désignant la réunion des activités du viticulteur et viniculteur. 

## Activité
Le vigneron peut être propriétaire ou pas des terres qu'il exploite. Il dispose d'un outil de vinification qui peut être particulier au sein de la propriété ou collectif sous forme d'une cave coopérative. Celle-ci s'inscrit alors dans le prolongement de la propriété.

### Filmographie
- [vidéo] « L'épopée des vignerons » sur France 3, 7 septembre 2022, 97 min.